# 查理贝尔特二世
查理貝爾特二世（Charibert II，606年/610年—632年4月8日），墨洛溫王朝的法蘭克國王（阿基坦國王，629年10月18日—632年4月8日在位），克洛泰爾二世次子，母親是克洛泰爾二世的第三任妻子西查爾德，達戈貝爾特一世的弟弟，出生年份不詳，但是應該比兄長達戈貝爾特一世年輕數年。
克洛泰爾二世於629年逝世後，紐斯特里亞的貴族支持查理貝爾特二世為國王，但是奧斯特拉西亞及勃艮第兩地的貴族卻支持長子奧斯特拉西亞國王達戈貝爾特一世為國王，很快達戈貝爾特一世便將三个王國歸入自己管治，查理貝爾特二世只能管治阿基坦王國。當查理貝爾特二世派遣舅父前去與達戈貝爾特一世談判時，達戈貝爾特一世將他的舅父殺死，但是卻任由查理貝爾特二世繼續管治近乎獨立的阿基坦王國。查理貝爾特二世定都圖盧茲，管轄卡奧爾、阿讓、佩里格及聖特等地，加上他在加斯科涅的領地。他娶了當地領袖的女兒吉塞拉。他的軍隊壓制了巴斯克人的抵抗，直到整個諾瓦姆地區受到他的控制。
從631年，由查理貝爾特二世出任達戈貝爾特一世的長子西吉貝爾特的教父，他們二人並沒有不和。
查理貝爾特二世於632年4月8日在吉倫特省布萊伊逝世，很可能是被達戈貝爾特一世所謀殺，因為他年僅兩歲的兒子阿基坦的希爾佩里克在繼承王位不久也逝世，法蘭克王國再次統一由達戈貝爾特一世統治。